# Capulus californicus
Capulus californicus is een slakkensoort uit de familie van de Capulidae. De wetenschappelijke naam van de soort is voor het eerst geldig gepubliceerd in 1900 door Dall.